# Imogene (album)
Imogene is het debuutalbum van de muziekgroep Imogene, die maar één muziekalbum op haar naam heeft staan. Het album laat een mengeling horen van psychedelische rock, progressieve rock en rock, waarbij het belangrijkste muziekinstrument de basgitaar van David Melbye is. Melbye hief de groep op en ging verder met Heavy Water Experiments.
Het album werd in 2009 voor 0,01 Amerikaanse dollar aangeboden op Amazon.com.

## Musici
- David Melbye: zang, basgitaar
- Gabie Cohen: toetsinstrumenten
- CJ Cevallos: basgitaar
- Andy Campanere: slagwerk

## Composities
Allen van Melbye
1. Sunny day child
2. Not to be
3. Dark room
4. Paper dolls
5. Tongue and groove
6. Wastsoides
7. Wormwood raindrops
8. Daath
9. Seraphim
10. Happy Communing
11. Slow dive
12. Quoth I